# Xylotrechus deyrollei
Xylotrechus deyrollei là một loài bọ cánh cứng trong họ Cerambycidae.